# Jurij Kleszczow
Jurij Nikołajewicz Kleszczow (ur. 10 listopada 1930 w Moskwie, zm. 31 maja 2005 tamże) – radziecki trener siatkarski, selekcjoner reprezentacji Związku Radzieckiego.

## Życiorys
Jurij Kleszczow ukończył w 1953 roku studia na Państwowym Uniwersytecie Kultury Fizycznej, Sportu i Turystyki w Moskwie (GTSOLIFK). Obronił doktorat w 1963 roku, a w 1984 roku uzyskał tytuł profesora teorii i metodologii siatkówki na tej samej uczelni. Od 1995 roku był członkiem Międzynarodowej Akademii Informatyzacji.
W latach 1963–1969 był selekcjonerem męskiej reprezentacji Związku Radzieckiego, z którą osiągał sukcesy na zawodach międzynarodowych: dwukrotne złoto olimpijskie (1964, 1968), mistrz Europy (1967),brązowy medal mistrzostw świata (1966), a także Puchar Świata (1965).
Jest autorem ponad 100 prac naukowych o tematyce siatkówki. Odznaczony Orderem Przyjaźni Narodów (1993), a także Medalem za Ofiarną Pracę.
Jurij Kleszczow zmarł 31 maja 2005 roku w Moskwie w wieku 74 lat. Został pochowany na Cmentarzu Nowodziewiczym w Moskwie.

## Największe sukcesy
- Igrzyska Olimpijskie:
  -  1964, 1968
- Mistrzostwa Świata:
  -  1966
- Mistrzostwa Europy:
  -  1967
  -  1963
- Puchar Świata:
  -  1965
  -  1969